# Wyższe Seminarium Duchowne Diecezji Siedleckiej im. Jana Pawła II w Nowym Opolu
Wyższe Seminarium Duchowne Diecezji Siedleckiej im. Jana Pawła II – seminarium duchowne diecezji siedleckiej Kościoła rzymskokatolickiego.

## Historia
Seminarium powstało 8 października 1919 z inicjatywy bpa Henryka Przeździeckiego w dawnych murach Seminarium Podlaskiego w Janowie Podlaskim. Stanowisko rektora objął ks. bp dr Czesław Sokołowski. Do czasu wybuchu II wojny światowej seminarium znajdowało się w Janowie Podlaskim. W 1943 seminarium przeniesiono do Siedlec. Przy ulicy 1 Maja 42 wznosił się okazały gmach będący własnością diecezji. Budynek ten służył jako seminarium do 1991, w tym roku seminarium przeniosło się do nowej siedziby w Nowym Opolu.

## Liczba studentów

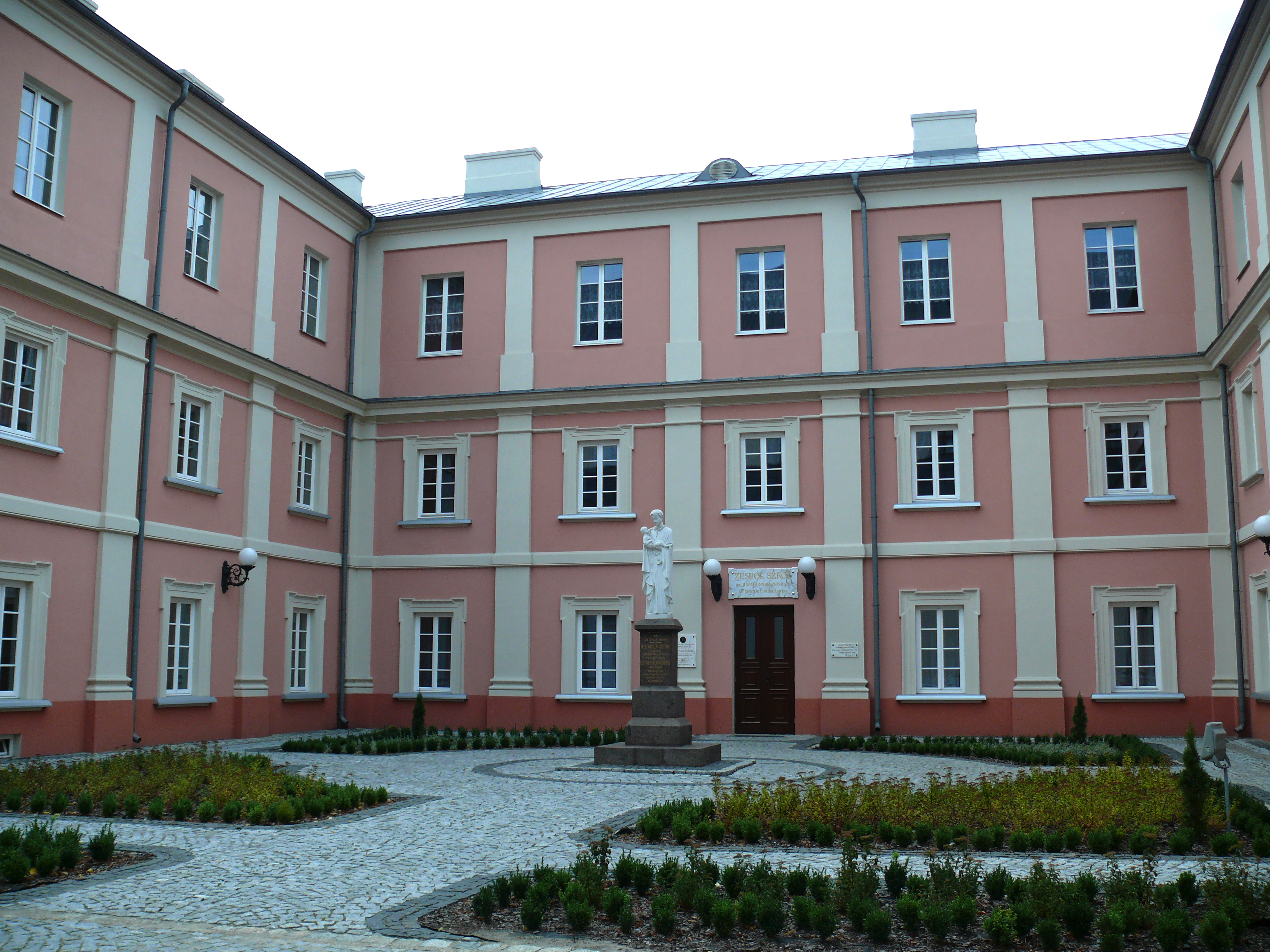
Dawny budynek seminarium w Janowie Podlaskim, obecnie Zespół Szkół im. A. Naruszewicza

Liczba studentów w poszczególnych latach jest przedstawiona poniżej:
| Rok  | Łączna liczba studentów | Nowo przyjęci studenci |
| ---- | ----------------------- | ---------------------- |
| 2024 | 22                      | 4                      |
| 2023 |                         | 4                      |
| 2022 | 29                      | 3                      |
| 2021 | 32                      | 1                      |
| 2020 |                         | 6                      |
| 2019 |                         | 4                      |

## Wykładowcy
- ks. dr hab. Krzysztof Burczak, prof. KUL
- ks. prof. dr hab. Edward Jarmoch
- ks. dr hab. Roman Karwacki, prof., UKSW
- ks. dr hab. Andrzej Kiciński, prof. KUL
- ks. prof. dr hab. Roman Krawczyk
- ks. dr hab. Kazimierz Matwiejuk, prof. UKSW

## Absolwenci
- ks. Krzysztof Burczak
- ks. Stanisław Falkowski
- ks. Ryszard Kamiński
- ks. Roman Karwacki
- ks. Roman Krawczyk
- ks. Zbigniew Nikoniuk
- ks. Roman Ryczkowski
- bp Piotr Sawczuk
- ks. Jerzy Syryjczyk